# Arleux-en-Gohelle
Arleux-en-Gohelle là một xã của tỉnh Pas-de-Calais, thuộc vùng Hauts-de-France, miền đông nước Pháp.

## Dân số
| 1962                                                | 1968 | 1975 | 1982 | 1990 | 1999 | 2008 |
| --------------------------------------------------- | ---- | ---- | ---- | ---- | ---- | ---- |
| 564                                                 | 575  | 557  | 509  | 675  | 709  | 814  |
| Số liệu điều tra từ năm 1962, dân số chỉ tính 1 lần |      |      |      |      |      |      |